# Ambasada RP w Tunisie
Ambasada Rzeczypospolitej Polskiej w Tunisie (fr. Ambassade de la République de Pologne) – polska misja dyplomatyczna w stolicy Tunezji.

## Struktura placówki
- Referat ds. Polityczno-Ekonomicznych
- Wydział Konsularny
- Referat ds. Administracyjno-Finansowych

## Historia
Polska nawiązała stosunki dyplomatyczne z Tunezją w 1959. W 1960 PRL mianował pierwszego ambasadora w Tunezji.